# Walls of Fire
Walls of Fire è un documentario del 1971 diretto da Herbert Kline e Edmund Penney e basato sulla vita dei pittori messicani José Clemente Orozco, Diego Rivera e David Alfaro Siqueiros.

## Riconoscimenti
- Nomination al Premio Oscar 1974: Miglior Soggetto per Documentario (Gertrude Ross Marks, Edmund F. Penney)
- Nomination agli American Cinema Editors 1974: Miglior Documentario Edito (Gene Fowler Jr.)
- Golden Globe 1973: Miglior Documentario (Herbert Kline, Edmund Penney)